# Estàtua d'Europa
L'Estàtua d'Europa (també coneguda com a Unitat en la Pau) és una escultura que representa la pau a través de la integració europea i encarna el lema de la Unió Europea (UE), In varietate concordia («Units en la diversitat»). Es troba al jardí del Convent Van Maerlant (la biblioteca de la Comissió Europea), a la cruïlla del carrer Van Maerlant i la calçada d'Etterbeek, al Districte Europeu de Brussel·les (Bèlgica). L'estàtua és feta de resina, mesura més de 5 metres i pesa gairebé 800 kg. Fou inaugurada el 9 de desembre del 2003 per Neil Kinnock i Viviane Reding, aleshores Vicepresident de la Comissió Europea i Commissària de Cultura, respectivament. 2003 fou l'Any Europeu de les Persones amb Discapacitat i quedava poc per l'ampliació de la UE envers l'est.
L'estàtua fou esculpida, modelada, polida i pintada per nens amb problemes de vista sota la supervisió de l'artista francès Bernard Romain, que volia demostrar que la discapacitat no era un factor marginador. Els braços entrellaçats de diferents colors simbolitzen la diversitat cultural dels pobles d'Europa, que s'ajunten per alçar una esfera que recorda la bandera de la UE amb un colom de la pau a sobre.